# Розен, Михаил Карлович
Михаи́л (Марты́н) Ка́рлович Розен (1796—1873) — отставной подполковник русской армии, действительный статский советник, председатель Харьковской казённой палаты, сын барона Карла Густава и его первой жены Варвары Пржездзецкой.

## Биография
Получив домашнее воспитание, 14 октября 1811 года вступил в службу юнкером в Ямбургский драгунский полк, откуда в 1812 году был переведён в Дворянский кавалерийский полк и 27 декабря того же года был произведён «в корнеты по армии». 2 марта 1813 года был переведён в Кавалергардский полк, а осенью выступил с резервными эскадронами в заграничный поход и 15 августа принял участие в сражении при Дрездене (за отличие в котором был награждён орденом св. Анны 4-й степени), под Кульмом и Лейпцигом, при Фер-Шампенаузе (за что получил орден св. Владимира 4-й степени) и во взятии Парижа. Во время пребывания своего в столице Франции получил от герцога Беррийского орден Лилии.
Служба барона Розена в Кавалергардском полку омрачилась следующим событием: 6 ноября 1815 года, согласно рапорту Цесаревича Константина Павловича (от 29 ноября того же года, № 599), «корнет барон Розен осмелился против начальника своего, полковника Уварова, быть дерзким и грубым и за сие хотя он арестован, но за таковой поступок, противный службе, генерал-лейтенант Депрерадович представляет о предании его, корнета барона Розена, военному суду». На рапорте Цесаревича сохранилась резолюция: «Приказано уже его отдать, а потому и оставьте сию бумагу оконченной. Граф Аракчеев».
По словам его родственника декабриста Андрея Розена, барон вызвал на дуэль своего эскадронного командира Фёдора Александровича Уварова; суд кончился в 1817 году, и 15 октября Розен был разжалован рядовым в Нижегородский драгунский полк, стоявший на Кавказе.
15 сентября барон Розен участвовал во взятии штурмом Дада-Юрта. После штурма был найден раненый двухлетний мальчик, родители которого погибли при штурме и которого Михаил Розен взял на воспитание. Впоследствии Константин Розен, как нарекли мальчика, стал известным русским поэтом того времени.
Затем находился на Кавказской линии, участвовал в действиях против горцев при Захайкане. При заложении крепости «Внезапной» был ранен пулей в голову. 6 ноября 1819 года, за отличие в сражении, произведённый в поручики, в 1822 году получил чин штабс-капитана, после чего в следующем году переведен был в Кирасирский Его Величества лейб-гвардии полк штабс-ротмистром, однако прослужил здесь менее года и в 1824 году был переведён в сформированный тогда Гродненский гусарский лейб-гвардии полк, а в следующем году произведён был в ротмистры. 24 октября 1828 года из-за раны, полученной в 1819 году, вынужден был выйти в отставку, причём был произведен в подполковники.
Когда здоровье его восстановилось, барон Розен посвятил себя общественной службе, был избран предводителем дворянства Валковского уезда Харьковской губернии на трёхлетний срок с 1 января 1835 года, а по окончании срока был вновь избираем ещё два трёхлетия. В 1841 году был назначен председателем Харьковской казённой палаты, а затем и членом Совета Харьковского института благородных девиц по хозяйственной части. Занимая безвозмездно последнюю должность, он в 1843 году получил бриллиантовый перстень с вензелем Государя, а через два года — чин статского советника.
В 1850 году Розен получил искреннюю благодарность Министра финансов «за доведение подведомственных ему частей казённой палаты до возможной исправности». За службу по званию члена Совета Харьковского института барон Розен в 1858 году был произведён в действительные статские советники, а 3 апреля 1860 года награждён орденом св. Владимира 3-й степени с мечами.
В следующем году Император Александр II, посетив Харьков, пожаловал барону Розену, 30 августа, орден св. Станислава 1-й степени. Барон Розен скончался в Харькове в 1873 году.

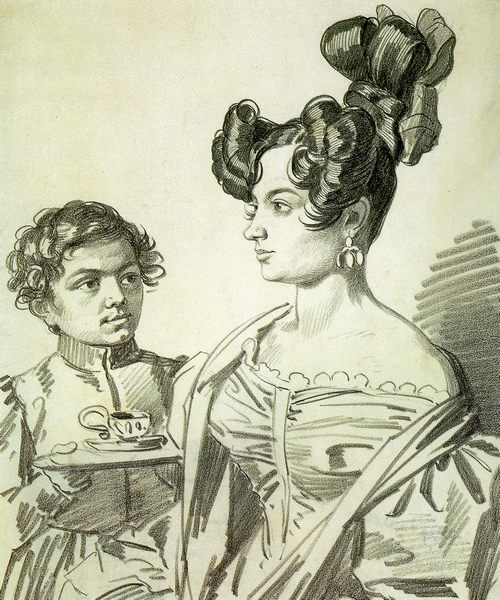
Наталья Александровна на портрете К. Гампельна

## Семья
Жена (с 1835) — княжна Наталья Александровна Щербатова (ум. 1857), фрейлина двора, дочь камергера князя Александра Александровича Щербатова (1766—1834) и княжны Прасковьи Сергеевны Одоевской (1773—1851); сестра князя Н. А. Щербатова и известной красавицы Анны Щербатовой. Вместе с сестрой считалась одной из самых красивых девиц Петербурга. Её был увлечен двоюродный брат В. Ф. Одоевский, посвятивший её стихотворение «Отчаяние Любви».
Сыновья Александр (1840—1855) и Михаил (1841), умерли малолетними, а дочь Александра (1843—1931), была замужем за князем Николаем Николаевичем Гагариным (1838—1881). Овдовев, 9 мая 1888 года вышла замуж в Женеве за вдовца Эдуарда Луи Видара (1850— ?), французского доктора водолечебницы в Дивоне.